# Chiho Saitō
Chiho Saitō (jap. 斉藤 千穂  Saitō Chiho; ur. 29 czerwca 1967 w Tokio) – japońska mangaka.
W Polsce znana przede wszystkim dzięki serii Rewolucjonistka Utena, wydanej nakładem wydawnictwa Waneko. W 1997 roku otrzymała Nagrodę Shōgakukan Manga za mangę Kanon. Jej hobby to taniec, muzyka, opera i sumo.
W Polsce wydawnictwo Japonica Polonica Fantastica wydało także inne mangi tej autorki, zatytułowane kolejno Miejsce dla kochanków (jap. 恋人たちの場所 Koibitotachi no basho) oraz Wicehrabia de Valmont (jap. 子爵ヴァルモン～危険な関係～ Shishaku varumon ~Kiken na kankei~).